# Elsfleth
Elsfleth [ɛlsˈfleːt] ist eine Kleinstadt mit knapp 9200 Einwohnern im Landkreis Wesermarsch im niedersächsischen Oldenburger Land. Die Stadt ist nach Butjadingen und der Ovelgönne die drittgrößte Kommune der Wesermarsch und einer der ältesten Orte an der Unterweser. Ab 1620 wurde dort der für die Grafschaft Oldenburg wichtige Weserzoll erhoben. Im 19. Jahrhundert entwickelte sich neben dem Hafenbetrieb auch eine Schiffbauindustrie nebst Seefahrtschule. Von 1814 bis 1933 war Elsfleth Sitz des Amtes Elsfleth.

## Name
Frühere Bezeichnungen des Ortes sind im Jahr 1220 Elsflete, 1285 Elsvlete und 1383 Elsfleth, dann 1528 Elszvleith. Ab dem 16. Jahrhundert setzte sich der heutige Name durch. Er ist eine Zusammensetzung aus else, also Erle und vlêt für Gewässer.

## Geografie

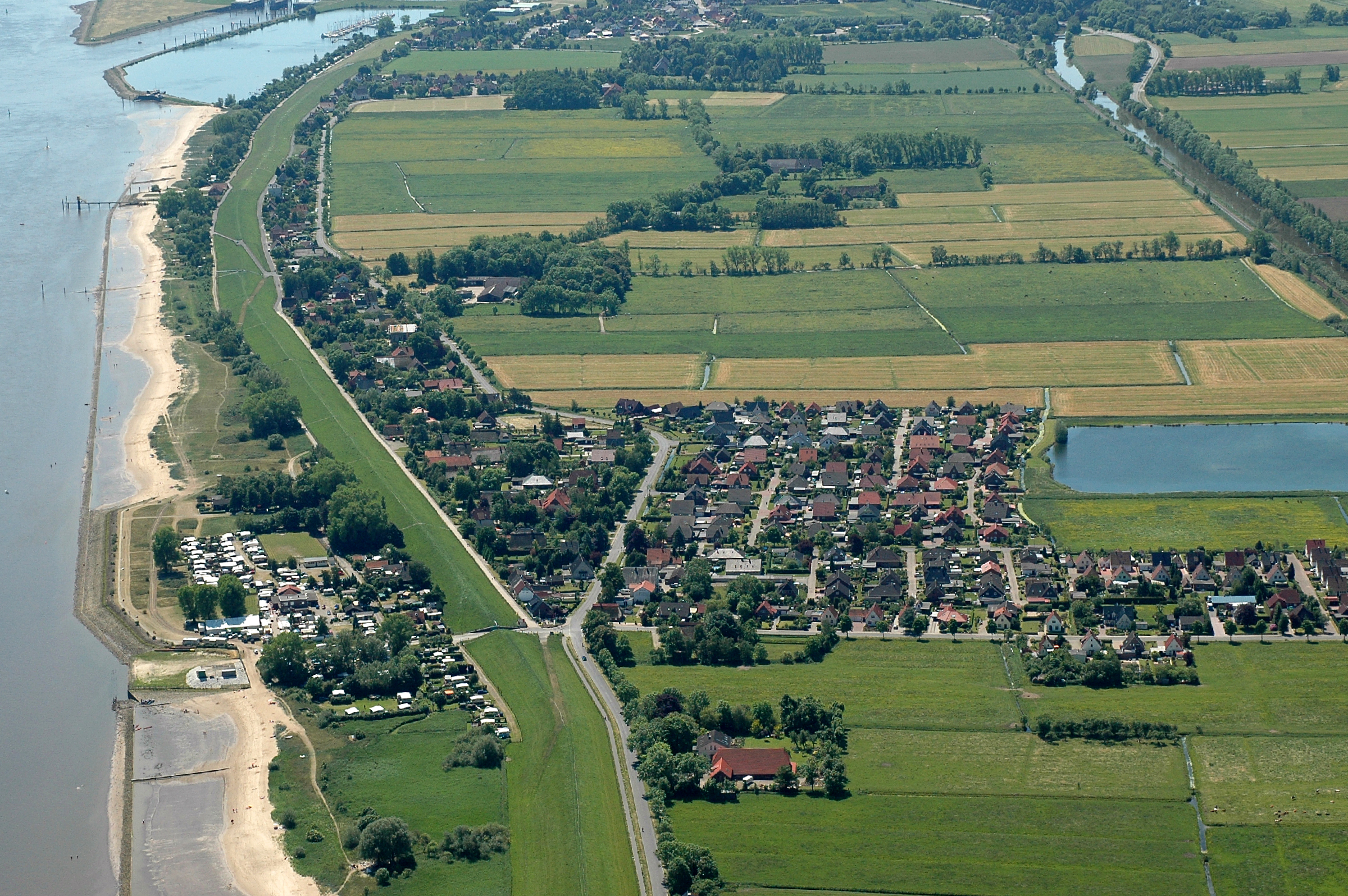
Elsfleth, Ortsteile Oberhammelwarden (vorn) und Lienen, links oben die Huntemündung in die Weser und der Sportboothafen

### Lage
Elsfleth liegt auf der Nordseite der Hunte, die aus dem Oldenburger Land kommt. Das Gebiet der Gemeinde erstreckt sich bis zu deren Einmündung in die Weser. Die Stadt Oldenburg befindet sich südwestlich von Elsfleth. In südöstlicher Richtung liegt Bremen.
Im Norden wird die Stadt durch die Gemeinde Ovelgönne und im Nordosten durch die Kreisstadt Brake begrenzt. Im Osten bildet die Weser die Kreisgrenze zur gegenüberliegenden Gemeinde Schwanewede im Landkreis Osterholz. Im Südosten grenzt Elsfleth an die Gemeinde Berne und im Süden an die Gemeinde Hude im Landkreis Oldenburg. Im Südwesten besitzt die Stadt eine Grenze mit der Stadt Oldenburg und im Westen grenzt sie an die Gemeinde Rastede im Landkreis Ammerland.

### Ortsteile/Bauerschaften

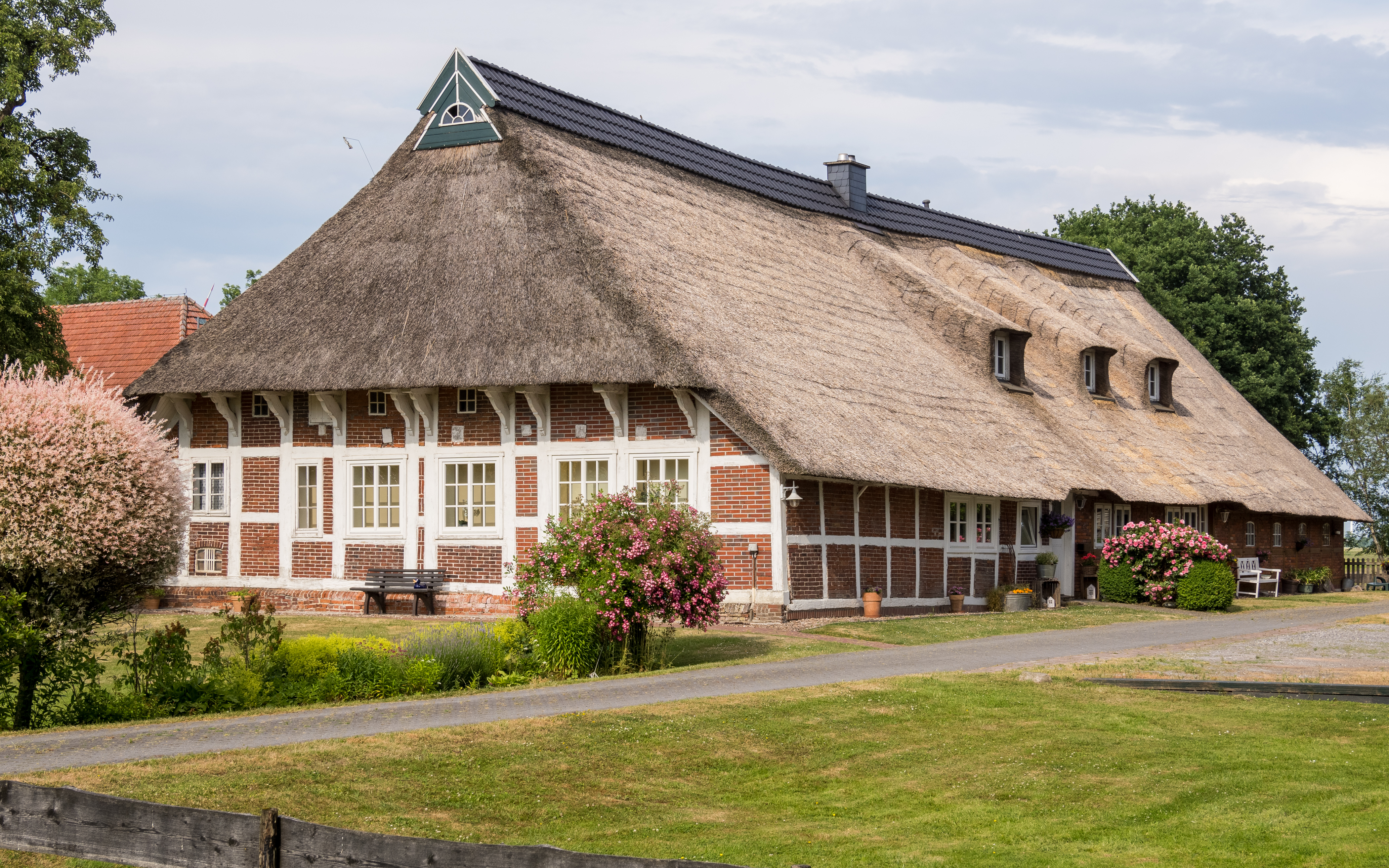
Bauernhaus in Dalsper

Aus folgenden Ortsteilen und Bauerschaften besteht die Stadt: Bardenfleth, Burwinkel, Butteldorf, Dalsper, Eckfleth, Elsfleth (Kern), Elsflether Sand, Gellen-Paradies-Fuchsberg, Huntorf, Lichtenberg, Lienen, Moordorf / Moorhausen, Moorriem, Neuenbrok, Neuenfelde, Niederhörne, Nordermoor, Oberhammelwarden, Oberhörne und Sandfeld.

### Naturschutzgebiete
Auf dem Elsflether Stadtgebiet befinden sich mehrere Naturschutzgebiete, für die der Landkreis Wesermarsch die zuständige untere Naturschutzbehörde ist. Sie liegen alle im nur dünn besiedelten südwestlichen Teil des Stadtgebiets an der Grenze zur Stadt Oldenburg.
Das Naturschutzgebiet Gellener Torfmöörte mit Rockenmoor und Fuchsberg ist 313 Hektar groß. Es besteht aus drei Teilflächen und ist im Dezember 2018 durch die Zusammenlegung und Erweiterung der bisherigen Naturschutzgebiete Gellener Torfmöörte und Rockenmoor/Fuchsberg entstanden. Es sichert einen kleinen Ausschnitt des früher weitflächigen Ipweger Moores.
Die vor der Zusammenlegung 120 Hektar große Gellener Torfmöörte besteht aus einem Hochmoor- und Niedermoorkomplex mit brachliegendem Moorgrünland, Teichen, Verlandungs- und Waldgesellschaften sowie Torfstichen und Moorheiden. Das 155 Hektar große Hochmoorgebiet Rockenmoor/Fuchsberg besteht aus zwei Teilen und liegt zwischen den Städten Oldenburg und Elsfleth am Rand der Geest im Übergangsbereich zur Wesermarsch.
Das 99 Hektar große Naturschutzgebiet Moorhauser Polder liegt im Westen der Stadt Elsfleth und ist Teil des EU-Vogelschutzgebietes Hunteniederung. Beim Moorhauser Polder handelt es sich um ein Überschwemmungsgebiet, dessen Wiesen im Herbst und Winter oft überflutet sind und daher ein wichtiges Rastgebiet für Zugvögel bilden. Im Westen grenzt dieses Gebiet direkt an das 350 Hektar große Naturschutzgebiet Bornhorster Huntewiesen, das sich aber zum größten Teil auf Oldenburger Gebiet befindet, denn nur rund 10 Hektar der Fläche liegen auf Elsflether Gebiet. Das Feuchtwiesengebiet ist ein Vogelrastplatz von internationaler Bedeutung.

## Geschichte

### Kaiserzeitliche Siedlung (bis 6. Jahrhundert)
Elsfleth ist mit einer ersten urkundlichen Erwähnung um 1220 einer der älteren Orte an der Unterweser. Teile des heutigen Stadtgebietes waren aber lange vorher besiedelt. Claudius Ptolemäus verzeichnet in seiner Geographischen Anleitung einen Ort Tecelia (griech. Tekelia) im nördlichen Germanien, der u. a. mit dem heutigen Zetel im Landkreis Friesland identifiziert wurde. Eine mathematische Transformation der antiken Koordinaten ergibt jedoch für Tecelia eine Lage von 8° 27′ N 53° 23′ E, was der Lage von Elsfleth-Hogenkamp entspricht. Bei Hogenkamp wurde in verkehrsgünstiger Lage nahe der Huntemündung einer von mehreren germanischen Siedlungsplätzen der römischen Kaiserzeit an der Unterweser entdeckt, der bis ins 6. Jahrhundert genutzt wurde. Dort fand sich eine Uferrandbefestigung der römischen Kaiserzeit.

### Entstehung, Mittelpunkt Stedingens, Grafschaft Oldenburg (ab 1350)

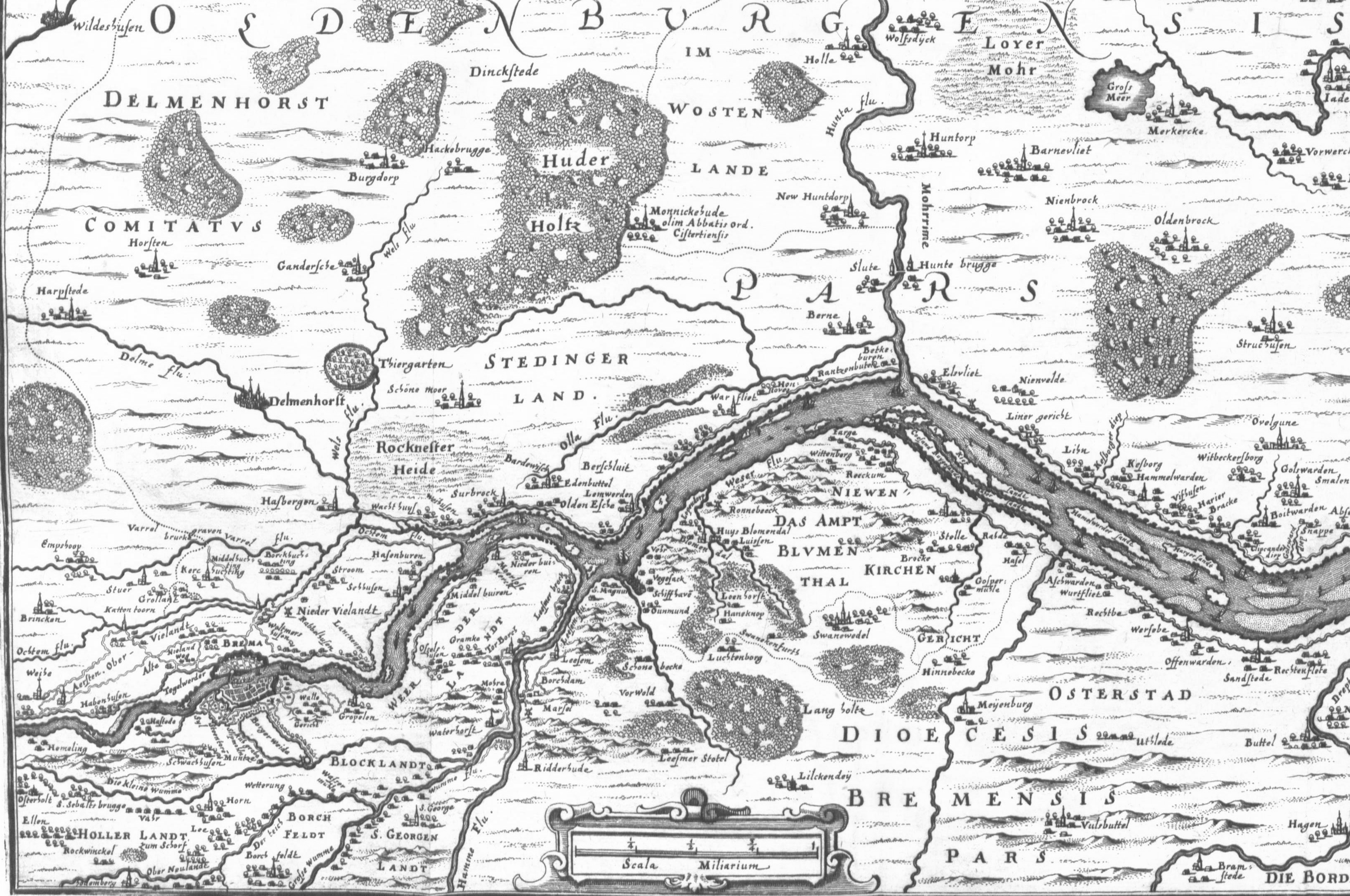
Nicht genordete Karte mit dem Stedinger Land aus dem 17. Jahrhundert

Die genaue Entstehungszeit des frühmittelalterlichen Elsfleth ist unbekannt. Um 860 soll Bischof Ansgar von Bremen die erste Kirche des Ortes gegründet haben.
Im 12. Jahrhundert sowie im 13. Jahrhundert, zur Zeit der Stedinger, war Elsfleth der kirchliche Mittelpunkt Stedingens. 1350 kam Elsfleth unter die Herrschaft der Grafen von Oldenburg. 1504 wurde die St.- Nicolai-Kirche erbaut und 1690 zu ihrer heutigen Form umgebaut.

### Weserzoll (1624–1820)

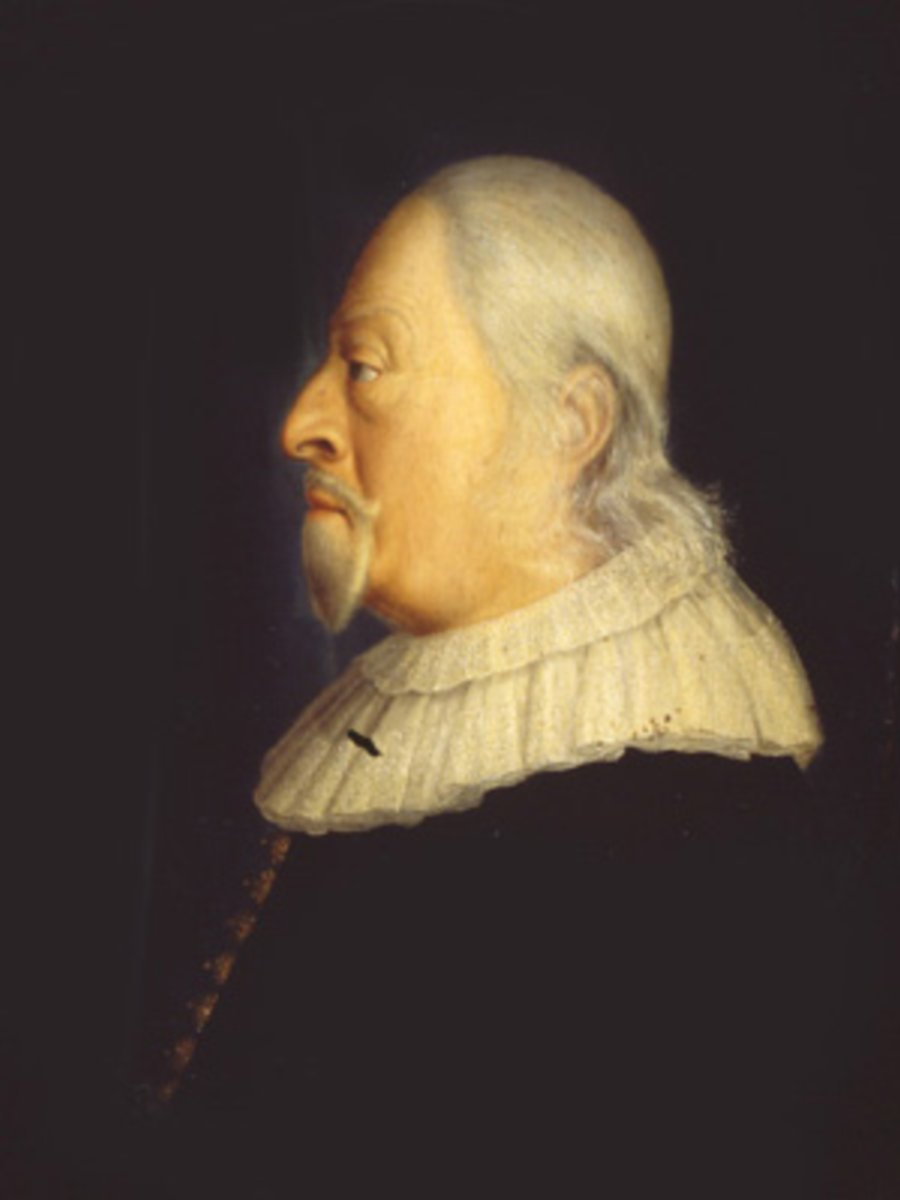
Anton Günther, von 1603 bis 1667 Reichsgraf von Oldenburg, verlangte 1612 einen Weserzoll

Durch die Errichtung des Elsflether Weserzolls durch Graf Anton Günther 1620 zunächst in Brake, dann ab 1624 in Elsfleth, erfuhr „der etwas stadtähnliche Flecken Elsfleth“ einen Aufschwung, wenn er auch drei Jahrzehnte lang umstritten war. Trotz des Widerstands der Stadt Bremen, die 1623 und 1624 mit Gewalt die Zolleinnahme zu verhindern suchte, entschieden die obersten Reichsorgane zugunsten des Zolls. Der Weserzoll, 1638 vom Kaiser und 1643 vom Reichstag bestätigt, stieß weiterhin auf Bremer Widerstand, sodass die Stadt von 1652 bis 1653 in Reichsacht genommen wurde.
1653 endlich von Bremen anerkannt, wurde der Zoll im Weser-Zollamt bis 1820 erhoben. Ende des 18. Jahrhunderts nahm man dort jährlich 35.000 bis 41.000 Reichstaler und mehr ein, in manchen Jahren auch über 100.000. Im Jahr 1710 existierten auf der schiffbaren Strecke der Weser von Münden bis Elsfleth 23 Zollstellen, von denen zwölf auf Hannover, vier auf Preußen, drei auf Hessen, je eine auf Paderborn, Braunschweig-Wolfenbüttel, Lippe und eben Oldenburg entfielen.
Doch im späten 18. Jahrhundert drängten die größeren Mächte zunehmend auf zollfreien Handel. Im April 1803 wurden die zum Bistum Münster gehörenden Ämter Vechta und Cloppenburg, dann das hannoversche Amt Wildeshausen Herzog Peter Friedrich Ludwig von Oldenburg zugesprochen – als Ersatz für den Elsflether Weserzoll.

### Dampfschifffahrt (ab 1817), Seefahrtschule (1832/1856), Stadtrechte und zollfreie Weserschifffahrt (ab 1856)
Die günstige Lage am Zusammenfluss von Weser und Hunte sowie die nahegelegene Nordsee waren gute Voraussetzungen für die Seefahrt und den Schiffbau. Sie waren in jedem Fall ausschlaggebende Faktoren für die weitere wirtschaftliche Entwicklung. So entwickelte Elsfleth sich in der Mitte des 19. Jahrhunderts zum wichtigsten Hafen des Großherzogtums Oldenburg.

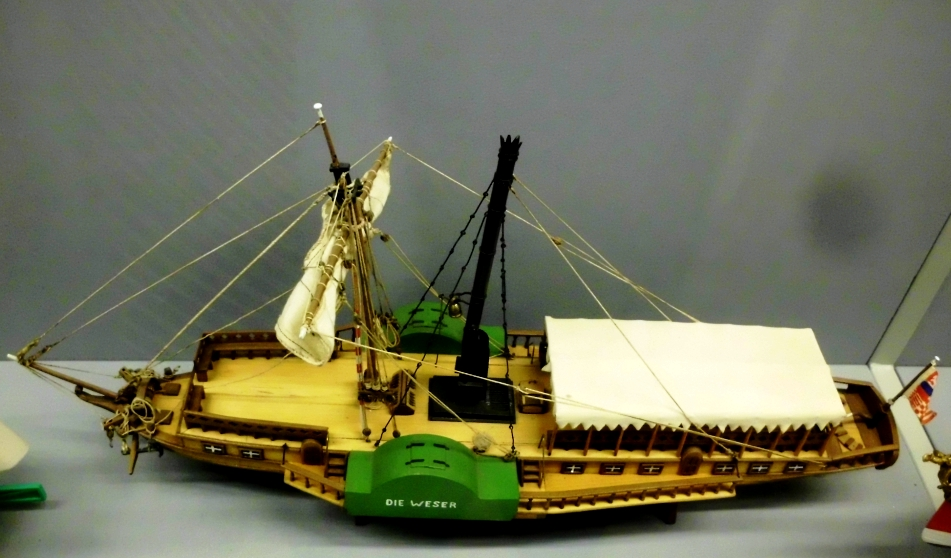
Modell des Dampfschiffs Die Weser, ab 1817 auf der Weser in Betrieb

Zwischen 1817 und 1833 war Elsfleth Anlaufpunkt des ersten von einem deutschen Schiffbauer gebauten und einem deutschen Reeder betriebenen Dampfschiffs Die Weser. Der Raddampfer wurde am 6. Mai 1817 in Betrieb genommen und verkehrte im Liniendienst auf der Strecke zwischen Bremen und Brake. Ab 1827 verkehrte das Schiff über Brake hinaus bis nach Geestemünde. 1832 wurde die bis 1856 private Navigationsschule gegründet, aus der die heute noch bestehende Seefahrtschule hervorging.
1846, als viele Gemeinden schlechte Ernten zu verzeichnen hatten, die sich geradezu zu einer Nahrungskrise ausweiteten, war die Ernte im Amt Elsfleth gut, wie beim Buchweizen, der auf der Geest besonders häufig angepflanzt wurde.
Die Stadtrechte II. Klasse erhielt Elsfleth am 1. Mai 1856 zusammen mit Varel und Brake. Durch Vertrag zwischen Preußen, Hannover, Kurhessen und Bremen war zuvor am 26. Januar 1856 der bereits herabgesetzte Weserzoll endgültig abgeschafft worden. Ebenfalls in diesem Jahr wurde die 1832 gegründete private Seefahrtschule staatlich.

### Reedereizentrum (ab 19. Jahrhundert)

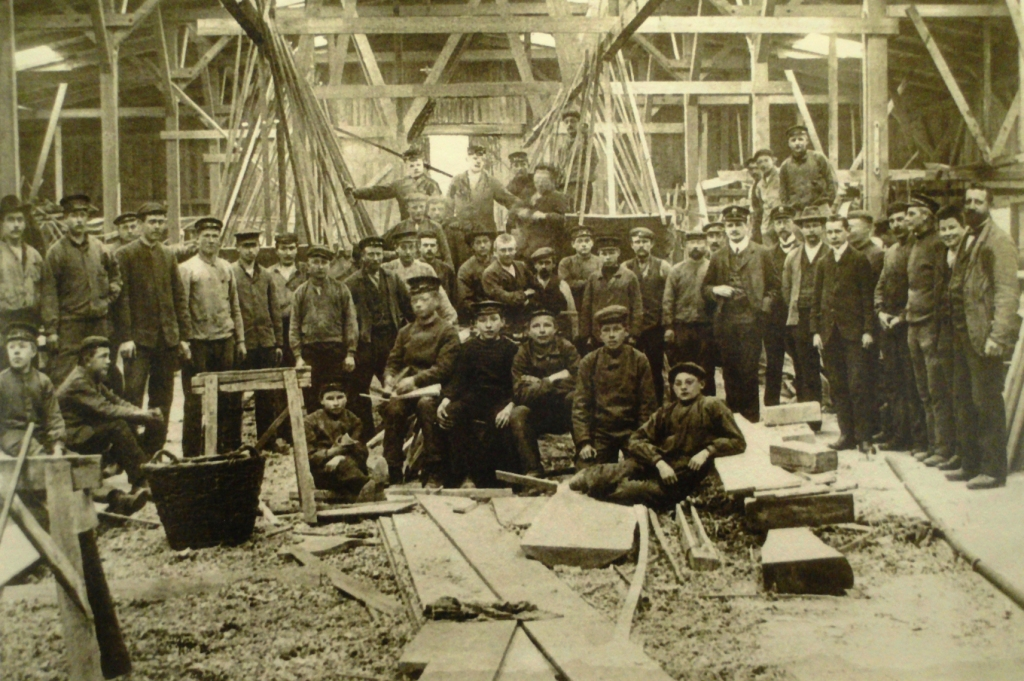
Werkstatt für Boots- und Schiffbau, 1895

1875 gehörte Elsfleth zu den größten Reedereiplätzen Deutschlands. 22 Reedereien waren dort ansässig und um die 100 Schiffe beheimatet. Mehrere Werften bauten in Elsfleth Segelschiffe. Zur selben Zeit wurde das Bild des Hafens auch von den Segelschulschiffen des Deutschen Schulschiffvereins geprägt, die hier bis zum Zweiten Weltkrieg ihren Liegeplatz hatten. Die Stadt erlebte ihren wirtschaftlichen Niedergang durch das Aufkommen von Dampfschiffen. Die angesiedelten Werften konnten nicht schnell genug vom Bau von Holzschiffen auf den Bau von Eisenschiffen umstellen, wodurch der Schiffbau zum Erliegen kam.
Noch 1892 existierten hier 66 Seeschiffe, dazu eine Dampfmahlmühle und eine -sägemühle sowie eine Segelmacherei; zwei Jahre zuvor hatte der Ort 2090 Einwohner, die fast alle evangelisch waren, wie Meyers Konversations-Lexikon vermerkt. Hingegen hatte das Brockhaus’ Conversations-Lexicon für das Jahr 1880, also nur zehn Jahre zuvor, noch 2296 Einwohner vermerkt. Bis 1910 stieg die Einwohnerzahl wieder auf 2259.
Das Amtsgericht Elsfleth wurde als Nebensitz des Amtsgerichts Brake 1879 gebaut. Das Gebäude ist heute Teil des Rathauses.
Heute wird Elsfleth durch eine Reihe von Unternehmen geprägt, darunter einen Schiffbaubetrieb, ein Verpackungsmittelwerk sowie einige Reedereien. Das Huntesperrwerk wurde zwischen 1976 und 1979 gebaut.

### Eingemeindungen und Ausgliederungen
Am 1. März 1974 wurde die ehemals selbstständige Gemeinde Moorriem, bestehend aus Neuenbrok, Bardenfleth und Altenhuntorf, eingemeindet. Sie war um 1050 als Moormarschsiedlung entstanden. Elsfleth gehörte bis zum 31. Dezember 2004 zum Regierungsbezirk Weser-Ems, der infolge einer Verwaltungsreform mit Ablauf dieses Datums aufgelöst wurde.
Am 1. März 1974 wurden die rechts der Weser gelegenen Gebiete an die Gemeinde Schwanewede (Landkreis Osterholz) abgetreten.
Die unter Denkmalschutz stehende Hubbrücke Huntebrück wurde im August 2018 abgebaut.

## Politik

### Stadtrat
Der Rat der Stadt Elsfleth besteht gemäß der festgelegten Anzahl für eine Gemeinde mit einer Einwohnerzahl zwischen 8.001 und 9.000 Einwohnern aus 22 Ratsmitgliedern. Der Stadtrat wird für jeweils fünf Jahre gewählt. Stimmberechtigt im Gemeinderat ist außerdem die hauptamtliche Bürgermeisterin Brigitte Fuchs. Die laufende Amtszeit begann am 1. November 2021 und endet am 31. Oktober 2026.
Die letzte Kommunalwahl vom 12. September 2021 ergab das folgende Ergebnis:
| Partei                                        | Anteilige Stimmen | Anzahl Sitze | Veränderung Stimmen | Veränderung Sitze |
| --------------------------------------------- | ----------------- | ------------ | ------------------- | ----------------- |
| CDU                                           | 34,50 %           | 8            | −0,17 %             | 0                 |
| SPD                                           | 33,00 %           | 7            | −0,88 %             | 0                 |
| Unabhängige Wählergemeinschaft Elsfleth (UWE) | 05,47 %           | 1            | −4,29 %             | −1                |
| FDP                                           | 12,16 %           | 3            | +3,1 %              | +1                |
| Bündnis 90/Die Grünen                         | 14,87 %           | 3            | +6,22 %             | −1                |

Die Linke trat nicht erneut an. Die Wahlbeteiligung bei der Kommunalwahl 2021 lag mit 56,69 % knapp unter dem niedersächsischen Durchschnitt von 57,1 %. Bei der vorherigen Kommunalwahl vom 11. September 2016 lag die Wahlbeteiligung noch bei 58,37 %.

### Bürgermeister
Am 11. September 2016 wurde die parteilose Brigitte Fuchs zur hauptamtlichen Bürgermeisterin gewählt. Sie konnte sich mit 54,48 % der Stimmen gegen zwei Gegenkandidaten durchsetzen. Die Wahlbeteiligung betrug 58,34 Prozent. Brigitte Fuchs trat ihr Amt am 1. November 2016 an und löste ihre Vorgängerin Traute von der Kammer ab, die nicht wieder kandidiert hatte. Bei der Bürgermeisterwahl am 12. September 2021 wurde Brigitte Fuchs mit 93,17 % ohne Gegenkandidaten im Amt bestätigt. Ihre Stellvertreter sind Volker Osterloh (CDU) und Wolfgang Nieß (SPD).

### Wappen

Wappen

Das Wappen der Stadt zeigt in der oberen Hälfte Elemente aus dem Oldenburger Wappen. In der unteren Hälfte wird links ein Schiffskutter abgebildet, der die Wichtigkeit des Fischfangs und der Fischverarbeitung für die Stadt symbolisiert. Der Stern über dem Kutter steht für die Navigation und leitet sich von der 1832 gegründeten Navigationsschule, der späteren Seefahrtschule Elsfleth her. Der untere rechte Bereich zeigt ein Hufeisen und einen Sporen als Symbol für die traditionelle Pferdezucht in der Region.
Das Wappen wurde letztmals 1974 geändert. Das davor gültige Wappen von 1911 wurde vom Großherzog von Oldenburg verliehen und zeigte im unteren Teil statt der heutigen Symbole einen Fisch.

### Städtepartnerschaften
Vom 13. März 1999 bis Ende 2014 bestand eine Städtepartnerschaft zwischen der Stadt Elsfleth und der Stadt Marstal auf der dänischen Insel Ærø. 2006 wurden die selbständigen Kommunen der Insel zu einer einzigen Verwaltungseinheit, der Kommune Ærø zusammengefasst. Die Städtepartnerschaft wurde daher am 11. Mai 2007 rückwirkend zum 1. Januar 2006 in eine Städtepartnerschaft mit der neuen Kommune Ærø umgewandelt. Zum Jahresende 2014 wurde diese Städtepartnerschaft von dänischer Seite aufgekündigt.

## Kultur und Sehenswürdigkeiten

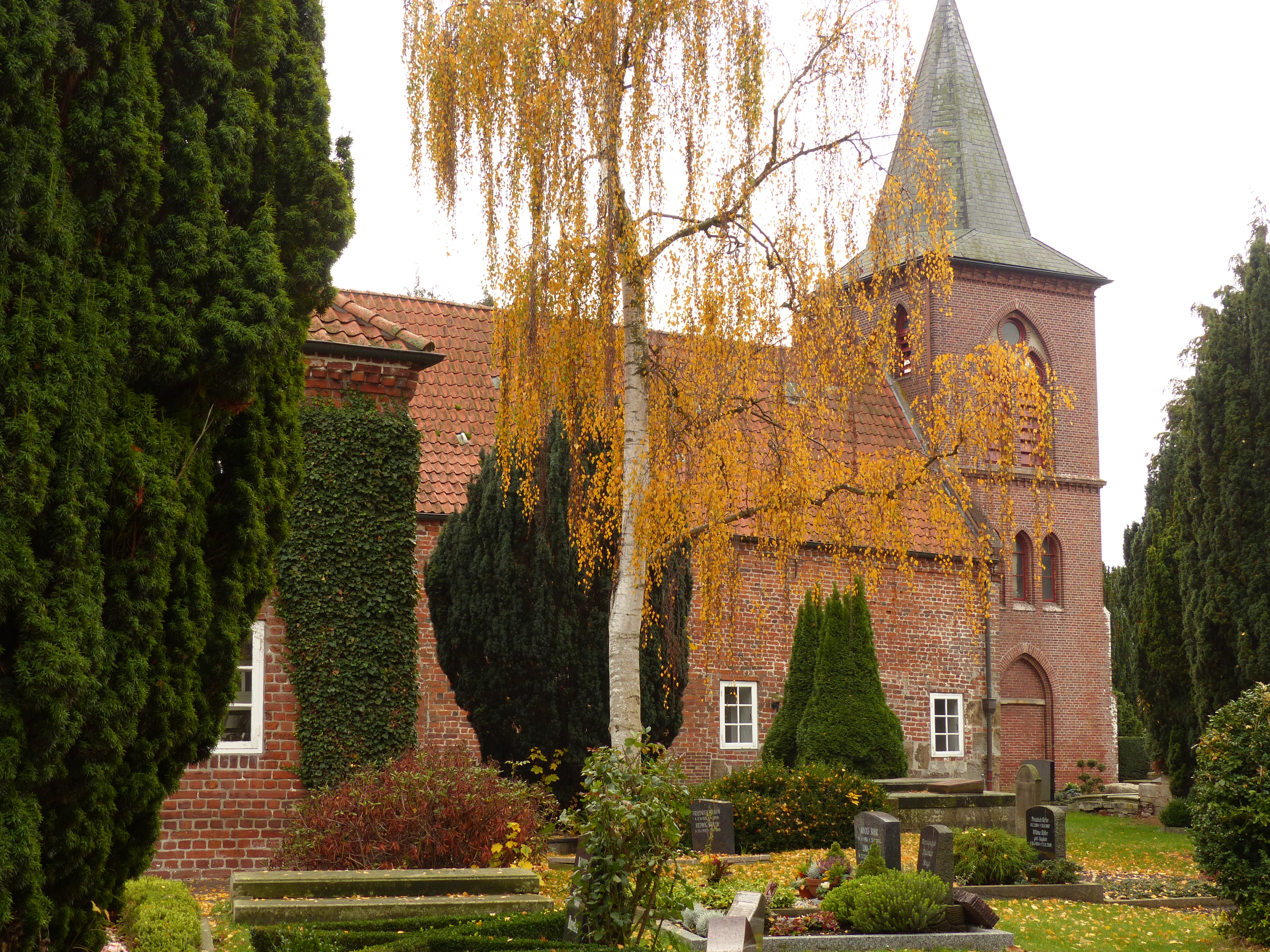
St.-Nicolai-Kirche Elsfleth von Norden, ganz links eine Ecke des Ostflügels

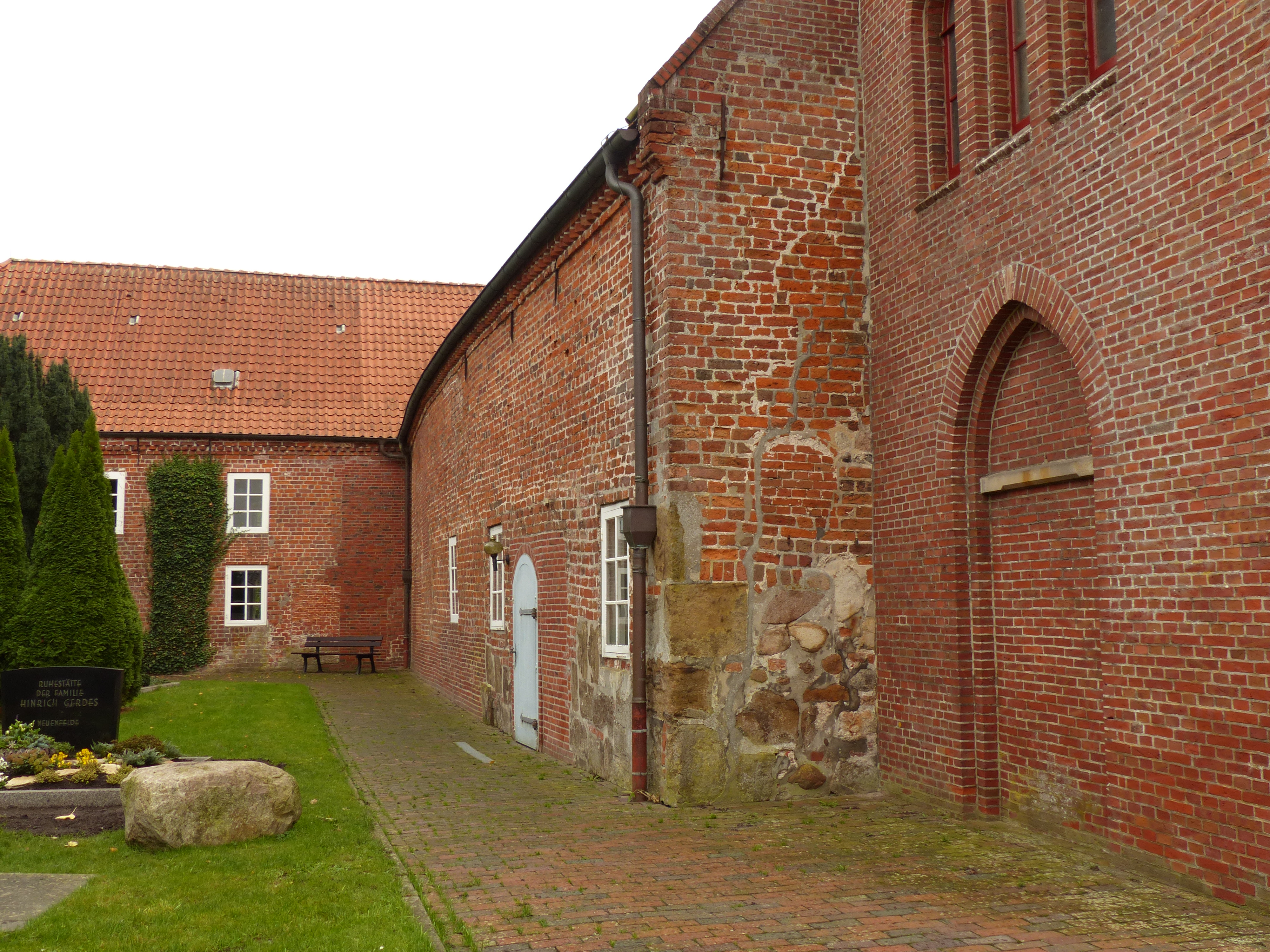
Nikolaikirche, Blick entlang der Nordseite von Turm und Westflügel auf den Ostflügel

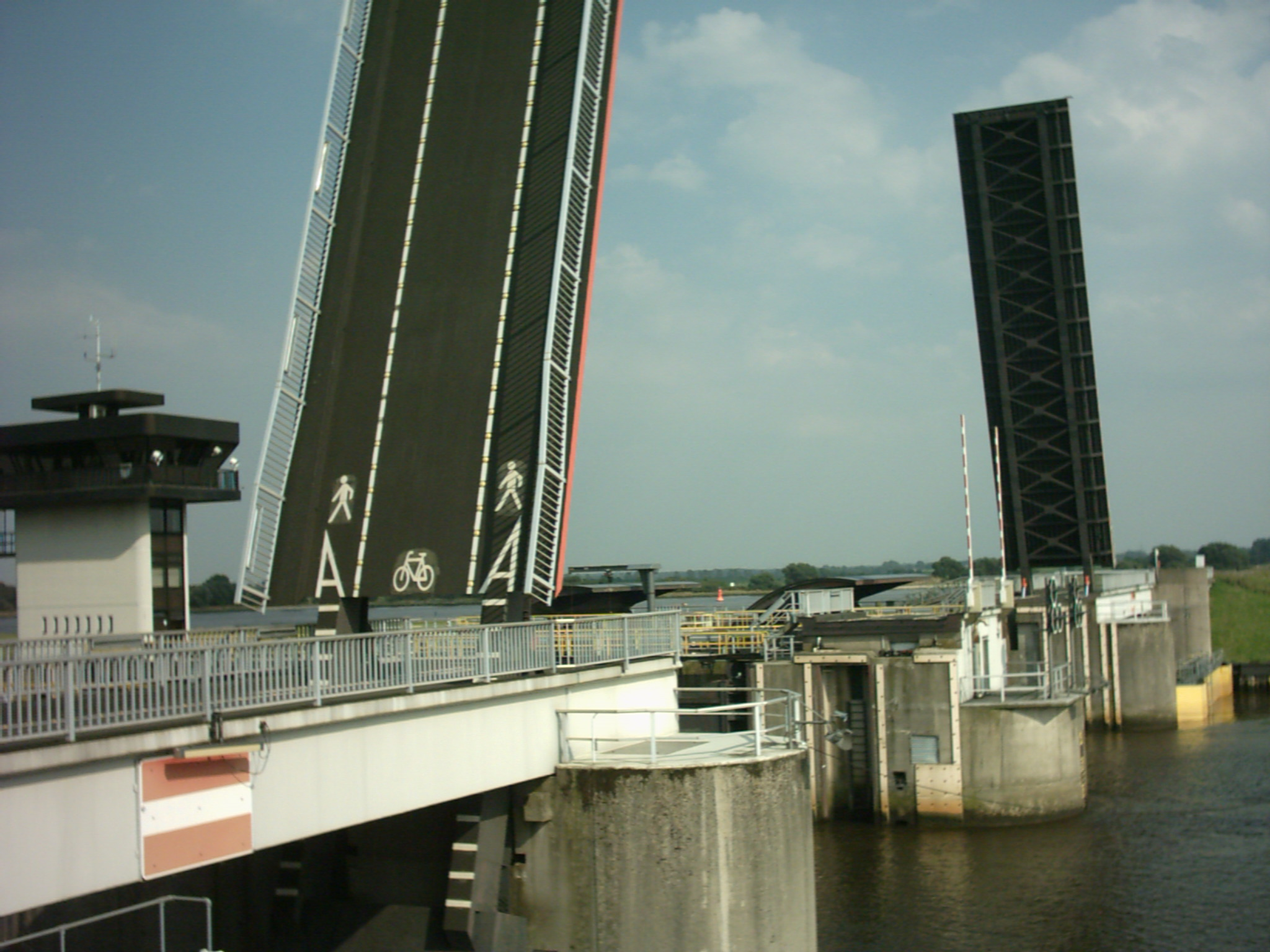
Huntesperrwerk

### Bauwerke, Sehenswürdigkeiten
Elsfleth
- Ev.-luth. St.-Nicolai-Kirche, 1504 erbaut, 1690 erweitert (eine der wenigen Winkelkirchen in Deutschland)
- Rathaus Elsfleth, gebaut 1623 als Weser-Zollamt, erweitert zum Amthaus 1820, Rathaus seit 1933
- Amtsgericht Elsfleth von 1879, historisierendes Eckhaus Rathausplatz 2 / Hafenstraße, heute Teil des Rathauses
- Jagdschloss Elsfleth der Grafen von Oldenburg von 1657, heute Nutzung durch die Gerhard Cornelius Heye Stiftung sowie die städtische Bücherei, Bürger- und Kulturbüro, Ordnungsamt, Sozialamt sowie das Standesamt
- Denkmal für Herzog Friedrich Wilhelm von 1859 für den „Schwarzen Herzogs“ Friedrich Wilhelm von Braunschweig-Wolfenbüttel
- Segelschulschiff Großherzogin Elisabeth
- Huntesperrwerk
- Schiffsführungssimulator (Hochschule)
- Planetarium (Hochschule), An der Weinkaje 5 (Maritimer Campus)[31]
- Kraftwerk Huntorf, erstes Druckluftspeicherkraftwerk der Welt
- Vor Elsfleth, zwischen der Hunte und der Weser liegt die Flussinsel Elsflether Sand
- Schule Alte Straße 1 von 1871, heute Grundschule Elsfleth
- Ehemalige Schule Schulstraße 2 von ca. 1880 bis 1967 Realschule, heute Kindergarten
- Wohnhaus Oberrege 26 (Hof Frels) von 1890
- Wohnhaus Am Liener Hörn 2 von 1790, in Fachwerk
- Haus Weinberg von 1905, Weserstraße 18

Altenhuntorf
- Die ev.-luth. barocke St.-Jacobi-Kirche zu Altenhuntorf in Butteldorf wurde 1732 aus Backstein erbaut, der freistehende Glockenturm stammt von 1685.

Bardenfleth

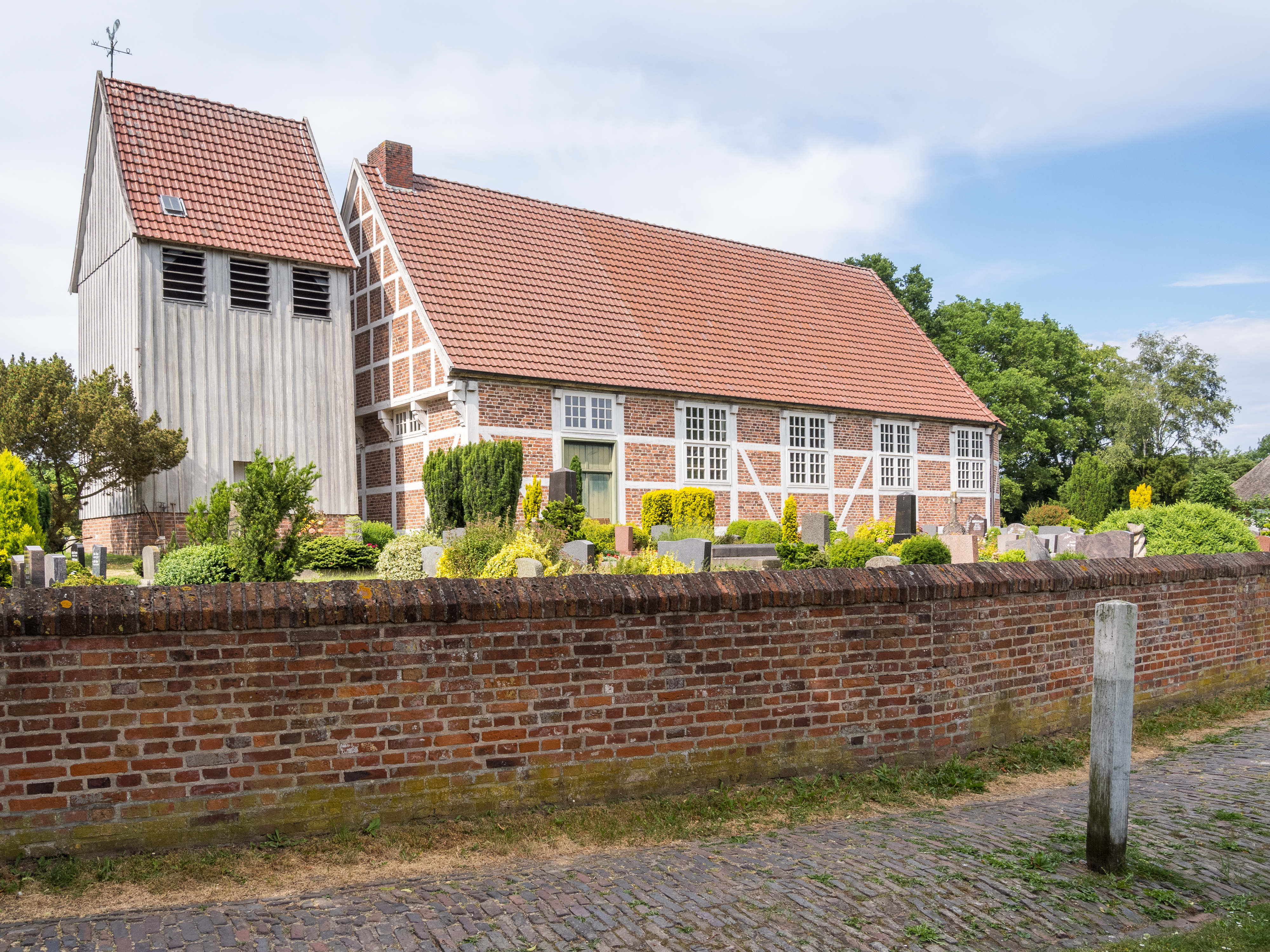
Kirche St. Anna in Bardenfleth mit freistehendem Glockenturm und Friedhof(smauer)

- Ev.-luth. St.-Anna-Kirche in Bardenfleth, Fachwerkbau von 1620. Bemerkenswert ist die barocke, blaue Rankenbemalung der flachen Decke von vermutlich 1731.
- Weiteres siehe bei Bardenfleth

Burwinkel
- Hofanlage Burwinkel 8 aus dem 18. und 19. Jahrhundert
- Hofanlage Burwinkel 32 aus dem 18. und 19. Jahrhundert

Dalsper
- Hofanlage Dalsper Hellmer 1 von 1838

Lienen
- Hofanlage Am Weserdeich 3 aus der Mitte des 19. Jahrhunderts

Neuenbrok
- Ev.-luth. neogotische St.-Nikolai-Kirche von 1863

Neuenfelde
- Wohnhaus Neuenfelde 24, als Schule 1904 gebaut

Oberhammelwarden
- Feldhof, Feldstraße 4, Bauernhaus von um 1860 als Zweiständerhallenhaus mit Steinaußenmauern
- Hofanlage Am Weserdeich 3 von um 1850/1861
- Hofanlage Am Weserdeich 7 mit repräsentativen Wohnhaus und Gulfscheune von um 1880
- Wohn- und Wirtschaftsgebäude Oberhammelwarder Straße 2 von 1795
- Wohnhäuser: Nr. 24, Nr. 28, Nr. 52, Nr. 56, Nr. 60 und Nr. 120 mit Reetdächern und aus dem zumeist frühen 19. Jh.
- Wohn- und Geschäftshaus Am Weserdeich 13 von um 1905 vom Bautyp Oldenburger Hundehütte
- Wohn- und Wirtschaftsgebäude Feldstraße 4, Feldhof aus dem 19. Jh.
- Wohn- und Wirtschaftsgebäude Feldstraße 6 von 1847 als Vierständer-Hallenhaus

Sandfeld
- Wohn- und Wirtschaftsgebäude Sandfeld 29 von um 1800 in Fachwerk
- Wohn- und Wirtschaftsgebäude Poststraße 6 aus dem 1. Drittel des 19. Jhs. in Fachwerk
- Zweiständerhallenhaus von 1821, Sandfeld 33, als Fachwerkhaus mit Backsteinausfachungen

### Schiffahrtsmuseum der oldenburgischen Unterweser
Die Außenstelle des Schiffahrtsmuseums der oldenburgischen Unterweser, kurz Schiffahrtsmuseum Unterweser genannt, wurde am 14. März 2010 in der ehemaligen Villa Steenken aus den 1890er Jahren eröffnet und heißt heute Haus Elsfleth. Das Museum zeigt die maritime Entwicklung von Elsfleth mit den Schwerpunkten Boots- und Schiffbau, regionale Schifffahrt auf der Unterweser, Elsflether Heringsfischerei, nautische Ausbildung, Chronometerbau sowie weitere maritime Themen. Seit 2010 ist das Museum eine Station der Route der Industriekultur im Nordwesten.

### Regelmäßige Veranstaltungen
Aus dem Elsflether Veranstaltungskalender sind die folgenden regelmäßigen Veranstaltungen mit großer regionaler bzw. überregionaler Bekanntheit erwähnenswert:
- Mai: Elsflether Seefahrtstage – Hafenfest mit Traditionsschiffen (alle zwei Jahre)
- Juni: Elsflether Stadtfest

## Wirtschaft und Infrastruktur

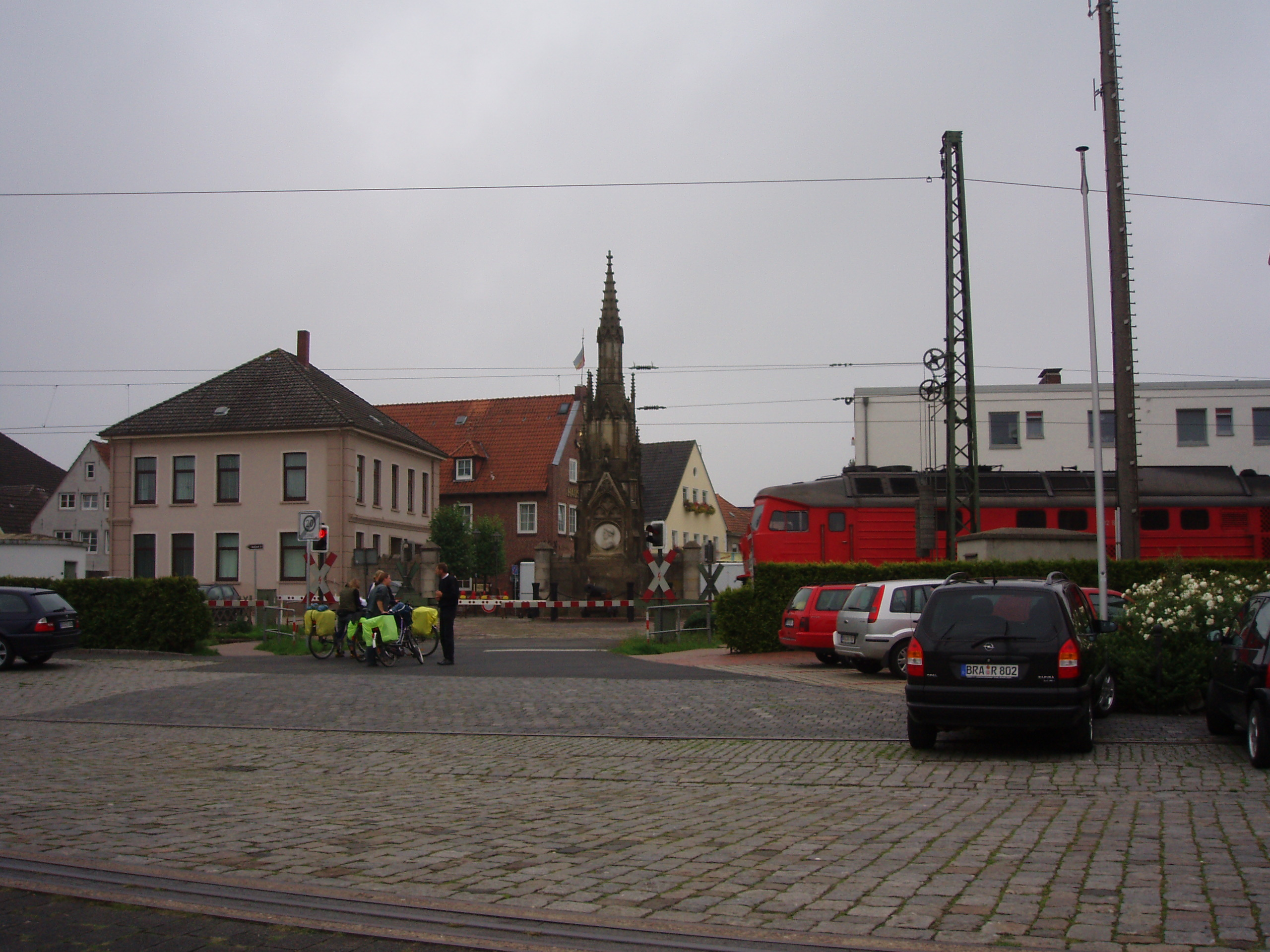
Bahnübergang am Hafen mit Denkmal des „Schwarzen Herzogs“ Friedrich Wilhelm von Braunschweig-Wolfenbüttel

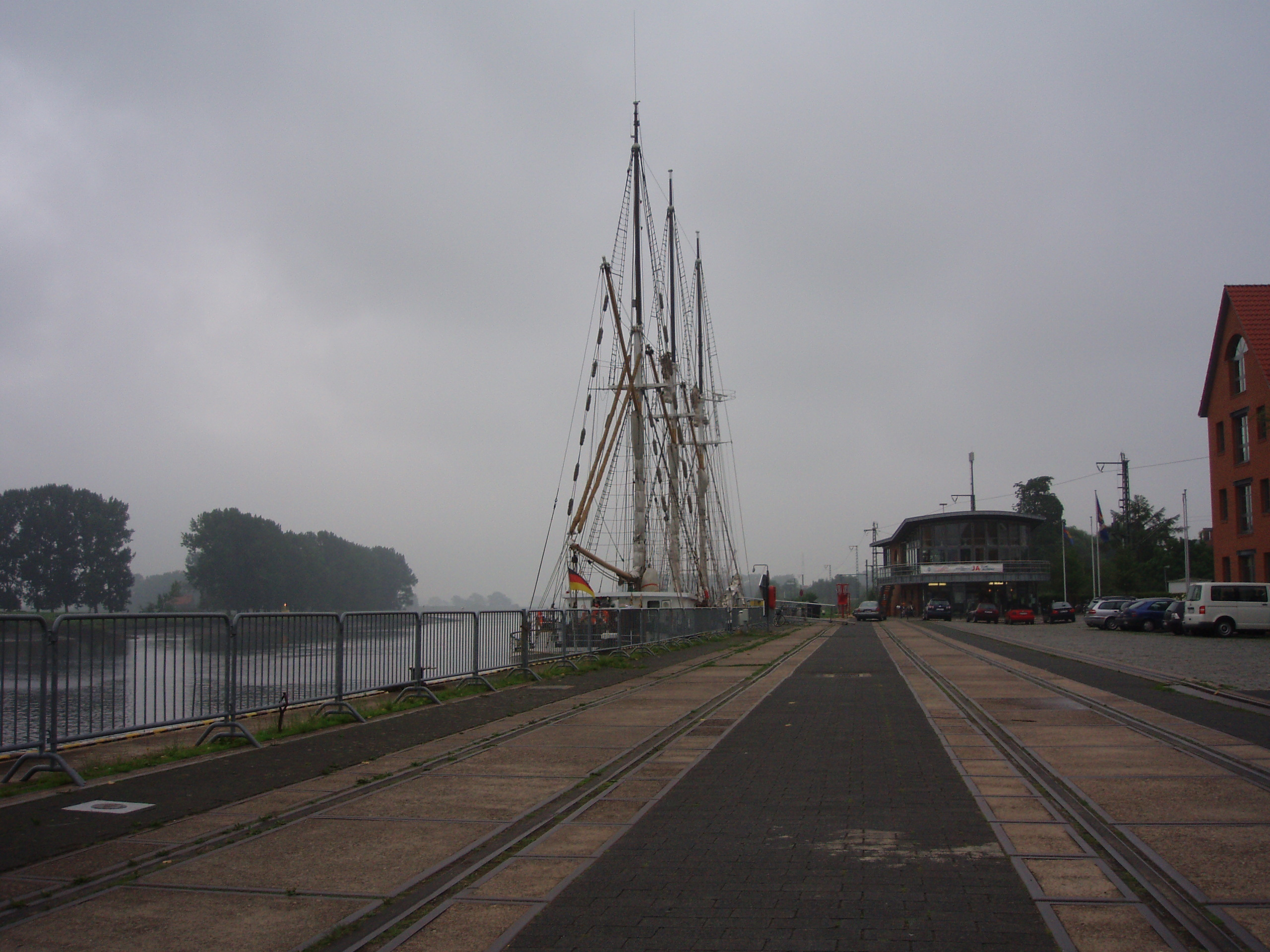
Hafen mit Schulschiff

### Verkehr
Elsfleth liegt an der Bahnstrecke Hude–Nordenham, die seit Mitte Dezember 2010 in die Regio-S-Bahn Bremen/Niedersachsen einbezogen ist.
| Linie | Verlauf | Takt   |
| ----- | --- | ------ |
| RS 4  | Bremen Hbf – Bremen-Neustadt – Heidkrug – Delmenhorst – Hoykenkamp – Schierbrok – Bookholzberg – Hude – Berne – Elsfleth – Kirchhammelwarden – Brake (Unterweser) – Rodenkirchen (Oldb) – Kleinensiel – Nordenham Stand: Fahrplanwechsel Dezember 2023 | 60 min |

Im Februar 2024 kollidierte ein auf der Hunte fahrendes Binnenschiff mit der Eisenbahn Drehbrücke bei Elsfleth. Die Brücke wurde dabei so schwer beschädigt, dass die Strecke voraussichtlich für längere Zeit gesperrt werden muss. Die Deutsche Bahn ließ daraufhin eine Behelfsbrücke errichten, die nicht beweglich ist, um die Bahnstrecke bis Ende April wieder befahrbar zu machen. Diese Behelfsbrücke wurde im Juli 2024 erneut von einem Schiff schwer beschädigt, was eine neuerliche Streckensperrung zur Folge hatte.
Durch Elsfleth verläuft die Bundesstraße 212.
Elsfleth liegt am Zusammenfluss der Bundeswasserstraßen Weser und Hunte, die hier im Geltungsbereich der Seeschiffahrtsstraßenordnung liegen.

### Unternehmen
Werften, Reedereien, Schiffsausrüster
In Elsfleth waren und sind traditionell Werften, Reedereien und Schiffsausrüster ansässig, so die Ahlers Werft und die Elsflether Werft von 1916, die sich an der Hunte befindet.
Weitere Unternehmen
- Das Druckluftspeicherkraftwerk wurde 1978 in Elsfleth-Huntdorf als weltweit erstes seiner Art gebaut. Es wird mit überschüssigem Grundlaststrom Druckluft in eine ausgesolte Salzkaverne gepumpt, deren Energie bei Spitzenlastbedarf zur Verfügung steht. Inzwischen gibt es weltweit nur noch ein weiteres Kraftwerk dieser Art. Um den von der Europäischen Union angestrebten Anteil von 15 % erneuerbaren Energien bis 2015 zu erreichen, muss vor allem für den unregelmäßig und oft nicht bedarfsgerecht anfallenden Windstrom eine Speichermöglichkeit gefunden werden. Der Wirkungsgrad liegt um 10 % unter dem von Pumpspeicherkraftwerken.
- Die Wempe Chronometerwerke, ein wichtiger Uhrenhersteller, hatten von 1878 bis 1894 in Elsfleth ihren Sitz.

### Medien
Die Stadt Elsfleth liegt im Einzugsbereich mehrerer Tageszeitungen. Dies sind die Nordwest-Zeitung mit ihrem Lokalteil Wesermarsch-Zeitung, der Weser-Kurier mit seiner Regionalausgabe Die Norddeutsche sowie die Kreiszeitung Wesermarsch.

#### Historische Presse
In Elsfleth wurden zwischen 1865 und 1941 mehrere selbständige Zeitungen publiziert, die hauptsächlich für den Einzugsbereich des Amts Elsfleth zuständig waren.
Vom 1. April 1865 bis zum 29. September 1867 erschien das Elsflether Wochenblatt. Ein Unterhaltungs- u. Anzeigeblatt für Elsfleth u. Umgebung. 1867 führte es kurzfristig den Untertitel Ein Unterhaltungs- und Anzeigeblatt. Die politische Tendenz war unabhängig. Diese Zeitung ging noch 1867 in der Unterweser-Zeitung. Organ für Politik, Arbeit, Handwerk, Fabrikwesen, Handel, Schifffahrt etc. auf, die vom 1. Oktober 1867 bis zum 28. Juni 1868 erschien. Wie ihr Vorgänger wurde das Blatt in Oldenburg bei Büttner & Winter gedruckt. Die politische Tendenz war linksliberal. Alle Jahrgänge beider Zeitungen sind in der Landesbibliothek Oldenburg archiviert.
Die Elsflether Nachrichten. Unterhaltungs- u. Anzeigeblatt für Elsfleth u. Umgebung erschienen erstmals im Juli 1869, die letzte Ausgabe am 31. Mai 1941. Die politische Tendenz, zumindest bis 1933, war unabhängig und national. 1870/1871 führte das Blatt kurzfristig den Titel Nachrichten für Elsfleth und Umgebung, von 1871 bis 1933 Nachrichten für Stadt und Amt Elsfleth, von 1933 bis zur Einstellung Nachrichten für Stadt Elsfleth und Umgebung. Die Zeitung wurde von 1869 bis 1874 bei G. C. v. Thülen, anschließend bei L., dann bei Hans Zirk gedruckt. Die Jahrgänge von 1879 bis 1940 sind in der Landesbibliothek Oldenburg archiviert.

### Bildung
Schulen
- Grundschule Elsfleth, Alte Straße 1
- Grundschule Lienen, Am Liener Deich
- Grundschule Moorriem, Eckfleth
- Oberschule Elsfleth, Wurpstraße
- Berufsbildende Schule Wesermarsch, Rittersweg, für die Ausbildung in sozialpädagogischen Berufen
- Berufsbildende Schule Wesermarsch, An-der-Weinkaje, für die Ausbildung in Schifffahrtsberufen

Fachhochschule
- Fachbereich Seefahrt der Jade Hochschule; Studienrichtungen Seeverkehrs- und Hafenwirtschaft, Internationales Logistikmanagement und Nautik (Wachoffizier – Kapitän)
- Die Diplom- bzw. heute Bachelorstudiengänge, u. a. Dipl.-Wirtsch-Ing. (FH) bzw. Bachelor of science, können mit einem Masterstudiengang ergänzt werden. Das Angebot zeichnet sich durch Auslandssemester (GB, USA, Neuseeland, Spanien, Südafrika etc.) und einen praktischen Bezug zur internationalen Logistik und Schifffahrt aus.

### Sport
Elsfleth verfügt über eine Mehrzweckhalle (Stadthalle) und drei kleinere Sporthallen. Darüber hinaus gibt es Fußballplätze an der Peterstraße und in Eckfleth, einen Tennisplatz und ein Schwimmbad.
Der am 1. Juni 1862 gegründete Elsfether Turnerbund von 1862 (ETB) ist mit rund 1.300 Mitgliedern der größte Verein der Stadt. 2002 fusionierte der ETB mit dem Elsflether Tennisverein. Das Sportangebot umfasst die Bereiche Ballsport und Turnen sowie Schwimmen, Fitness, Tanzen, Wandern, Leichtathletik, Gesundheitssport und Karate. Überregional bekannt ist der Verein durch seine Handballabteilung. Die beiden Seniorenmannschaften der 1. Damen und Herren spielen jeweils in der fünftklassigen Landesliga Weser-Ems bzw. der viertklassigen Handball-Oberliga Nordsee. Die Heimspiele der Handballer werden in der Stadthalle Elsfleth ausgetragen. Weitere Vereine sind der Eisenbahner SV Elsfleth, der TuS Elsfleth v. 1945, der Schützenverein Elsfleth sowie der Segelclub Weserstrand Elsfleth. Alle Vereine sind Mitglied im Kreissportbund Wesermarsch. Außerdem existieren zwei Fußballvereine im Stadtgebiet: Der TuS Elsfleth mit Sitz am Sportplatz Peterstraße und die SG Großenmeer/Bardenfleth mit Spielstätten in Moorriem und in der Nachbargemeinde Ovelgönne.

### Sonstiges
- Im Ersten Weltkrieg wurde das Geleitboot Elsfleth der Kaiserlichen Marine nach der Stadt benannt.
- Elsfleth verfügt über einen tidefreien Sportboothafen und Anlegemöglichkeit für Sportboote in der Nähe des Stadtkerns.
- Es bestehen wegen der langen Reederei- und Nautiktradition zwei nautische Verbindungen:
  - Nautische Kameradschaft (NK) „Visurgis“
  - Nautische Verbindung (NV) „Roter Sand“
- In der Innenstadt befindet sich der Jugendtreff Elsfleth,[40] eine Freizeiteinrichtung für Jugendliche.

## Persönlichkeiten

### Ehrenbürger
- Horst Werner Janssen (1933–2017), Reeder und Mäzen
- Niels Stolberg (* 1960), Mitbegründer der Beluga Shipping GmbH[41]
- Joachim Wiesensee (1935–2009), Steuerbevollmächtigter und Politiker (CDU), seit 1974 in Elsfleth.

### Söhne und Töchter der Stadt
- August Hullmann (1826–1887), Reichsgerichtsrat und Reichstagsabgeordneter
- Oltmann Johann Dietrich Ahlers (1848–1910), Reedereidirektor der Deutschen Dampfschifffahrts-Gesellschaft „Hansa“.
- Peter Friedrich Nicolaus Meyer (1853–1923), oldenburgischer Abgeordneter und Regierungspräsident des Fürstentums Lübeck
- Hugo Köster (1859–1943), Verwaltungsjurist in Oldenburg und Preußen, Bürgermeister von Berlin – Zehlendorf
- Friedrich Bolte (1860–1940), Direktor der Hamburger Navigationsschule
- Anna Feilner (1863–1929), Hoffotografin in Oldenburg
- Johann Lubinus (1865–1937), Arzt und Nestor der Krankengymnastik
- Ernst Meyer-Lüerßen (1870–1940), Jurist, Politiker und Gesandter der Hansestadt Lübeck
- Paula Sedana Schiff-Magnussen (1871–1962), Malerin in Worpswede, Paris und Düsseldorf
- Julius Preuß (1885–1954), Nautiker, Leiter der Seefahrtsschule Bremen
- Heinrich Thümler (1887–1969), Politiker der NSDAP
- Karl Schröder (1890–1966), Steuerberater und Politiker (SPD)
- Heinrich Kloppenburg (1903–1986), evangelischer Theologe
- Erich Zander (1906–1985), Jurist, Bremer Senator (CDU)
- Hermann Neels (1913–2002), Mineralologe und Geograf
- Helmut Behrens (1915–2000), Professor für anorganische Chemie
- Christel Matthias Schröder (1915–1996), evangelischer Pastor und Literaturwissenschaftler
- Hermann Havekost (1935–2012), Bibliothekar und langjähriger Direktor der Universitätsbibliothek Oldenburg
- Horst Karsten (* 1936), Vielseitigkeitsreiter, Olympiamedaillengewinner
- Michael Sarach (* 1953), Politiker (SPD), Bürgermeister von Ahrensburg
- Thomas Schröder (* 1965), Präsident des Deutschen Tierschutzbundes

### Mit Elsfleth verbunden
- Graf Anton Günther (1583–1667), führte den Weserzoll ein und verhalf Elsfleth so über 100 Jahre lang zu Reichtum.
- Friedrich Wilhelm von Braunschweig-Lüneburg-Oels (1771–1815); am Hafen steht das Denkmal des Schwarzen Herzogs. Es wurde 1859 zum Andenken an ihn und seine Schwarze Schar errichtet, die gegen Napoleon kämpfte und sich nach dem Gefecht bei Ölper hier und in Brake am 6./7. August 1809 nach England einschiffte
- Wilhelm von Freeden (1822–1894), Mathematiker, Naturwissenschaftler, Ozeanograph und Gründer der Norddeutschen Seewarte, 1856 Lehrer und 1860 Rektor der Navigationsschule in Elsfleth
- Wilhelm Schröder (Politiker, 1853) (1853–1939), oldenburgischer Landtagspräsident, Hausmann in Nordermoor
- Heinrich Emil Timerding (1873–1945), Mathematiker, war um 1900 Professor an der Seefahrtschule in Elsfleth
- Bernhard Müller (1887–1970), Politiker (SPD), wohnte in Elsfleth
- Joachim Wiesensee (1935–2009), Steuerbevollmächtigter und Politiker (CDU), wohnte seit 1974 in Elsfleth
- Carola Rackete (* 1988), Kapitänin und Aktivistin, absolvierte ihr Nautik-Studium in Elsfleth